# Chiesa di San Massimo (Collegno)
La Chiesa di San Massimo è un edificio di culto cattolico sito a Collegno, in città metropolitana e arcidiocesi di Torino; fa parte del distretto pastorale Torino Ovest.
Risalente al periodo paleocristiano, subì nel corso del tempo vari interventi e modifiche. I lavori di restauro realizzati nel 1949-1950 le hanno conferito l'aspetto attuale. Attualmente presenta delle sale prove musicali all'interno.

## Storia

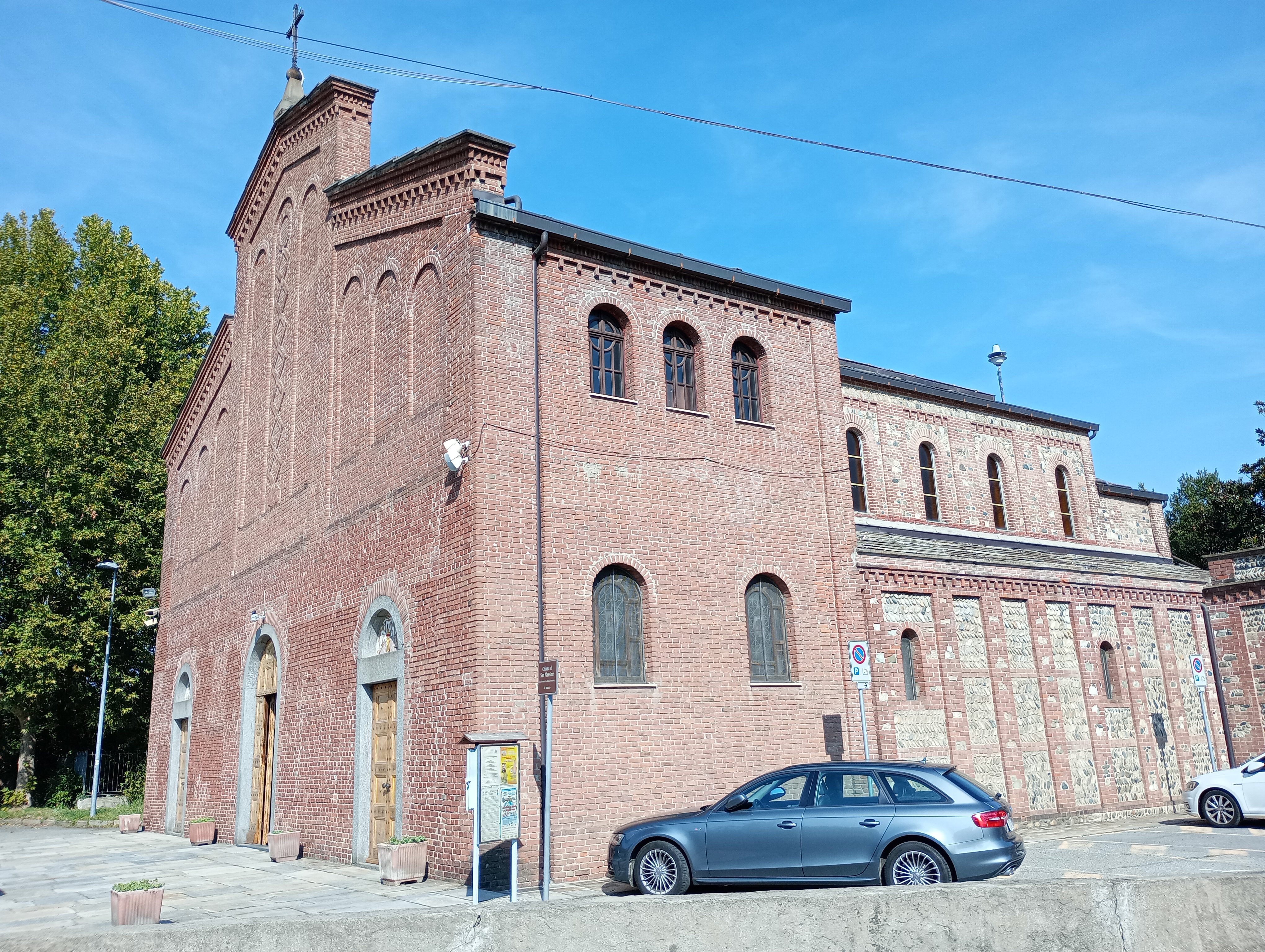
Vista laterale

Durante i lavori di ristrutturazione della metà del secolo scorso sono state riportate alla luce alcune parti di un'antica basilica, assai imponente, a tre navate, risalente al secolo V d.C., che fu edificata per la sepoltura del vescovo di Torino, la cui identificazione, nei secoli, è stata oggetto di accesi dibattiti.
Torino ebbe infatti due vescovi aventi il nome "Massimo": il celebre Massimo di Torino (ca. 390-420 d.C.), conosciuto anche come Massimo I - il primo dell'Arcidiocesi della città di cui si conosca il nome -, e il suo omonimo successore (Massimo II, ca. 451-465 d.C.).
In una seconda fase, altomedievale, tra la fine dell'VIII e l'inizio del IX secolo, la Chiesa di San Massimo conobbe alcune parziali e prime modifiche: il vano laterale nord venne abbattuto e fu costruita una piccola abside ricavata in uno spesso muro.
In una terza fase, "romanica primitiva", tra l'XI e il XII secolo, seguirono ulteriori lavori di rifacimento, di cui tuttavia si hanno scarse notizie.
Nei primissimi anni del secolo XVII, data la lontananza dal centro della città, la Chiesa venne dichiarata cappella campestre.
L’edificio, in uno stato ormai fatiscente, abbisognava di ingenti lavori di ristrutturazione. Nel 1688 i Certosini si offrirono di restaurare l’edificio e di ampliarlo, in modo da renderlo abbastanza grande e accogliente perché vi potessero essere celebrati gli uffici divini. Ma un accordo con l’amministrazione civica non venne mai raggiunto.
Nel 1725 l'edificio venne completamente rivisitato secondo lo stile barocco del tempo. Gli interventi consistettero nella riduzione della sua superficie e nel rifacimento della facciata. La nuova fisionomia strutturale assunta dalla Chiesa di San Massimo, all'epoca costituita da un’unica navata a pianta rettangolare con abside semicircolare, restò immutata sino alla metà del secolo scorso: gli interventi del 1949-1950, coi quali la Chiesa fu sostanzialmente ricostruita, le hanno conferito l'aspetto attuale.

## Descrizione

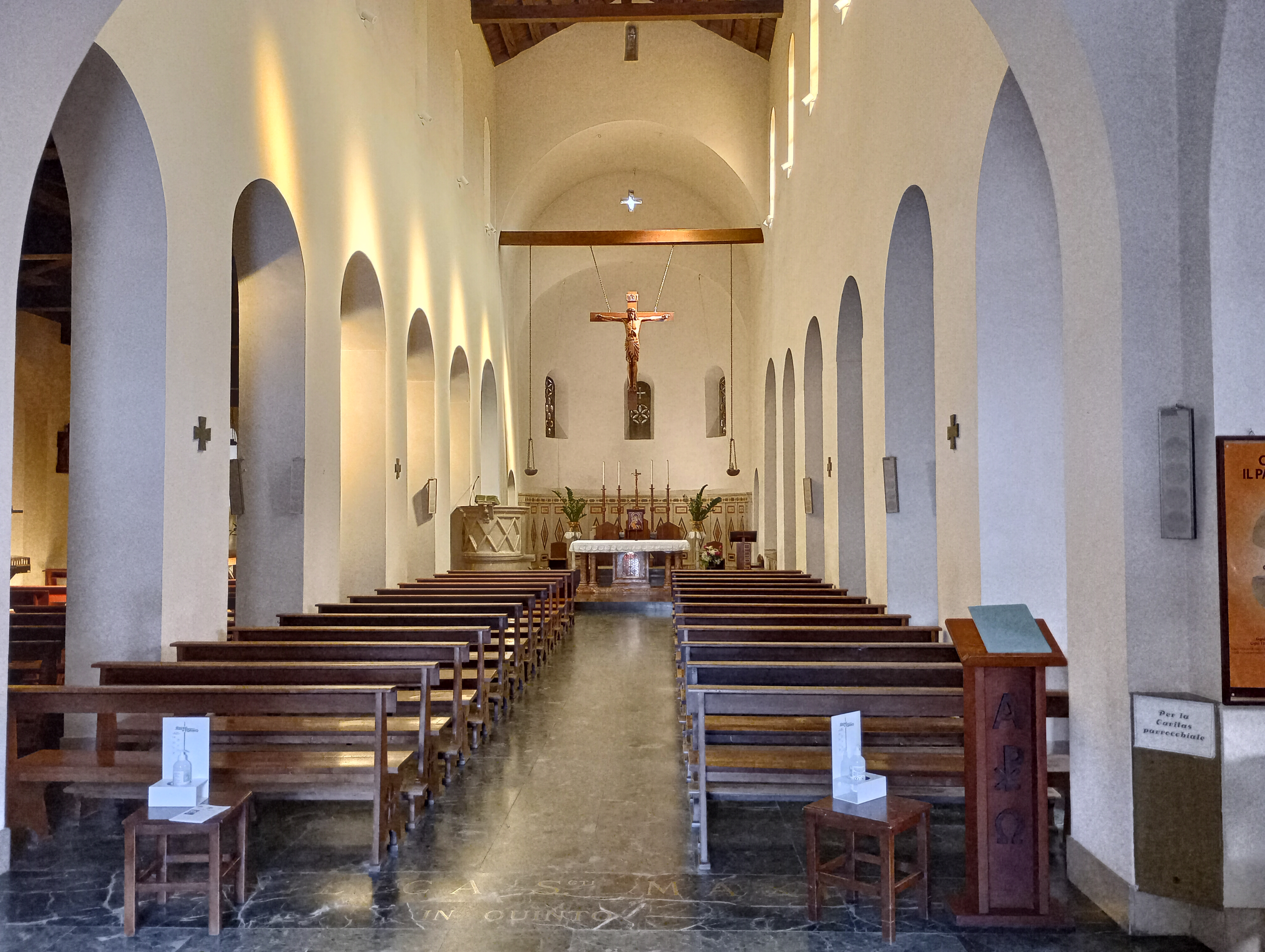
L'interno della chiesa

La Chiesa, a tre navate con pilastri quadrati, si caratterizza per la facciata in cotto impreziosita da archetti e lesene e per il tetto a capriate.

Le pareti interne sono intonacate e nell'abside sud è collocata la statua lignea di San Massimo, risalente alla prima metà del secolo XV.
I numerosi reperti rinvenuti durante i lavori di restauro furono inizialmente esposti all'interno della cripta della Chiesa di San Massimo. In séguito, la Soprintendenza dispose il trasferimento degli artefatti presso le sale del Museo di Antichità di Torino.
I sotterranei della Chiesa, per motivi di sicurezza, non sono accessibili al pubblico. Nell'antica cripta sotterranea sono conservate le tombe di due frati Agostiniani, che si occuparono della Chiesa nella prima metà del Novecento: Ludovico Cuggi (1918-1964) e Pietro Mignone (1915-1964), entrambi Agostiniani Scalzi.